# Reymondia horei
Reymondia horei – gatunek słodkowodnego ślimaka z rodziny Paludomidae, zamieszkujący jezioro Tanganika.

## Opis
Muszla tego ślimaka złożona jest z 6 czerwonawo-brązowych, słabo uwypuklonych skrętów. Na wszystkich skrętach biała przepaska. Długość muszli wnosi od 13 do 16 mm, a jej średnica od 5,9 do 9 mm. Widoczne części ciała są barwy szarej do oliwkowo-szarej, a stopa barwy brązowej z białym spodem.

## Występowanie
Gatunek słodkowodny, endemiczny dla jeziora Tanganika. Spotykany wzdłuż brzegów Tanzanii, Zambii, Demokratycznej Republiki Konga oraz Burundi. Bytuje na głębokości od 80 do 100 cm, zwykle pod kamieniami. Szczególnie często znajdowany w strefie załamywania się fal. Gatunek w zasięgu występowania pospolity.
Często współwystępuje z blisko spokrewnionym Reymondia pyramidalis, z którym bywa mylony.